# Mendi
Mendi is een plaats in Papoea-Nieuw-Guinea en is de hoofdplaats van de provincie Southern Highlands.
Mendi telde in 2000 bij de volkstelling 17.119 inwoners.